# Козаченко, Юлия Константиновна
Ю́лия Константи́новна Козаченко (в девичестве — Ма́ркова, род. 10 августа 1996 года, Волгоград, Россия) — российская гандболистка, левый крайний сборной России и московского клуба ЦСКА. Мастер спорт России международного класса. Серебряный призёр летних юношеских Олимпийских игр 2014 года. Участница чемпионатов мира 2017 и 2021 годов.

## Биография
Родилась в Волгограде. В начальных классах школы записалась на секцию гандбола. Профессиональную карьеру начала в местном клубе «Динамо-Синара». В этот период бело-голубые были сильнейшим клубом страны. Юлия стала частью команды, завоевавшей чемпионский титул в сезоне-2013/14. Это был последний триумф волгоградского женского гандбола.
На протяжении последующих нескольких сезонов «Динамо-Синара» лишилось многих ведущих игроков, а Юлия Маркова с 2016 года стала новым лидером команды. В чемпионате и Кубке России в сезоне 2015/16 забросила 31 мяч. 16 января 2016 года забросила два мяча в ворота «Астраханочки» в матче Кубка ЕГФ 2015/16 в Волгограде (19:23). В октябре 2016 года забросила три мяча в двух матчах против «Брест Бретани» во втором квалификационном раунде Кубка ЕГФ 2016/17.
В сезоне 2016/17 забросила 30 мячей в чемпионате и Кубке и России. В сезоне 2017/18 Юлия стала играть ключевую роль в атаке волгоградского клуба. В чемпионате России Маркова забросила 157 мячей в 27 матчах и стала третьим бомбардиром турнира. 16 октября 2017 года провела полный матч и забросила 12 мячей в игре против «Луча» (28:25). В сезоне 2018/19 забросила 140 мячей в 27 матчах чемпионата России и стала шестым бомбардиром турнира. 24 декабря 2018 года забросила 13 мячей в игре против «Кубани» (30:40).
С лета 2019 года Юлия Маркова — игрок ПГК ЦСКА. 19 сентября 2020 года забросила свой первый мяч в Лиге чемпионов — в ворота «Будучности» (25:22). 26 сентября 2020 года забросила один мяч в ворота румынского клуба «Рымнику Вылча» в матче Лиги чемпионов ЕГФ 2020/21 (30:20).
В сезоне 2020/21 в составе московского ЦСКА стала чемпионкой России.
Выпускница Волгоградской государственной академии физической культуры.
В июне 2022 года вышла замуж за Романа Козаченко. Осенью стало известно, что Юлия ждёт ребёнка, в связи с чем не будет выступать в сезоне 2022/23. В сезоне 2023/24 вернулась в состав ЦСКА.

## Карьера в сборной
В 2013 году в составе сборной России U-17 Юлия стала серебряным призёром чемпионата Европы в Польше. В финале сборная России проиграла шведкам (24:26), Маркова забросила два мяча. Всего на турнире забросила 21 мяч.
Юлия была одним из лидеров юношеской сборной России на летних юношеских Олимпийских играх в китайском Нанкине в августе 2014 года, где россиянки заняли второе место. Маркова забросила 7 мячей в финальном матче против команды Республики Корея (31:32).
В 2015 году в составе сборной России U-19 стала серебряным призёром чемпионата Европы в Испании. В финале россиянки проиграли сборной Дании (26:29), на счету Юлии один гол. Всего на турнире забросила 16 мячей.
В составе молодежной сборной России в 2016 году принимала участие в чемпионате мира и завоевала серебряные медали. 
В 2017 году Маркова получила приглашение в главную национальную команду для участия во взрослом чемпионате мира в Германии. 3 декабря забросила два мяча в ворота сборной Черногории, эти мячи стали для Юлии первыми на чемпионате мира.
Участница отборочного турнира чемпионата Европы 2020 года, забросила один мяч в ворота сборной Швейцарии 29 сентября 2019 года (35:26).
В декабре 2021 года выступала за сборную России на чемпионате мира в Испании, где команда заняла восьмое место, проиграв в 1/4 финала сборной Норвегии.